# Ascogaster grandis
Ascogaster grandis är en stekelart som beskrevs av Tang och Marsh 1994. Ascogaster grandis ingår i släktet Ascogaster och familjen bracksteklar. Inga underarter finns listade.